# Ankerit
Ankerit är ett mineral som hör till gruppen romboedriska karbonater (triklina kristallsystemet) med den kemiska sammansättningen Ca(Fe,Mg,Mn)(CO3)2 (kalcium, (järn, magnesium, mangan), karbonat), en sammansättningen som påminner om den hos dolomit och kutnohorit fast magnesium ersatts av varierande mängder järn och mangan.
Normalt har ankerit sammansättningen Ca2MgFe(CO3)4. De kristallografiska och fysiska egenskaperna liknar dolomit och siderit. Vinkeln mellan perfekt roboedriska spaltytor är 73°48'; hårdheten 3,5–4, den relativa densiteten 2,9–3,1 och färgen vit, grå eller rödaktigt till gulaktigt brun.
Ankerit förekommer tillsammans med siderit i järnmalmsavlagringar och tillhör den serie siderit-dolomit-mineral som tidigare kallades brun-, pärl- och bitterspat.
Ankerit kan vara en produkt av direkt utfällning av grundvatten eller indirekt genom en hydrotermisk process. Ankerit kan också bildas genom metamorf omkristallisering av järnrika sedimentära bergarter. Ankerit förekommer ofta som gångmineral och associeras med guld och olika sulfidmineral i malmer.
Ankerit identifierades som ett eget mineral av Wilhelm von Haidinger 1825. Han namngav det efter den österrikiske mineralogen Matthias Joseph Anker (1771–1843). Det har hittats på västra Tasmanien i gruvor i Dundas, Tasmanien.

## Galleri

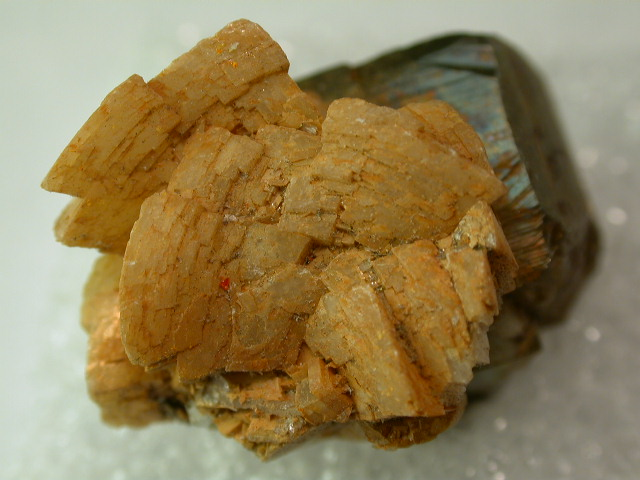
Ankerit på pyrit från King County, Washington, USA
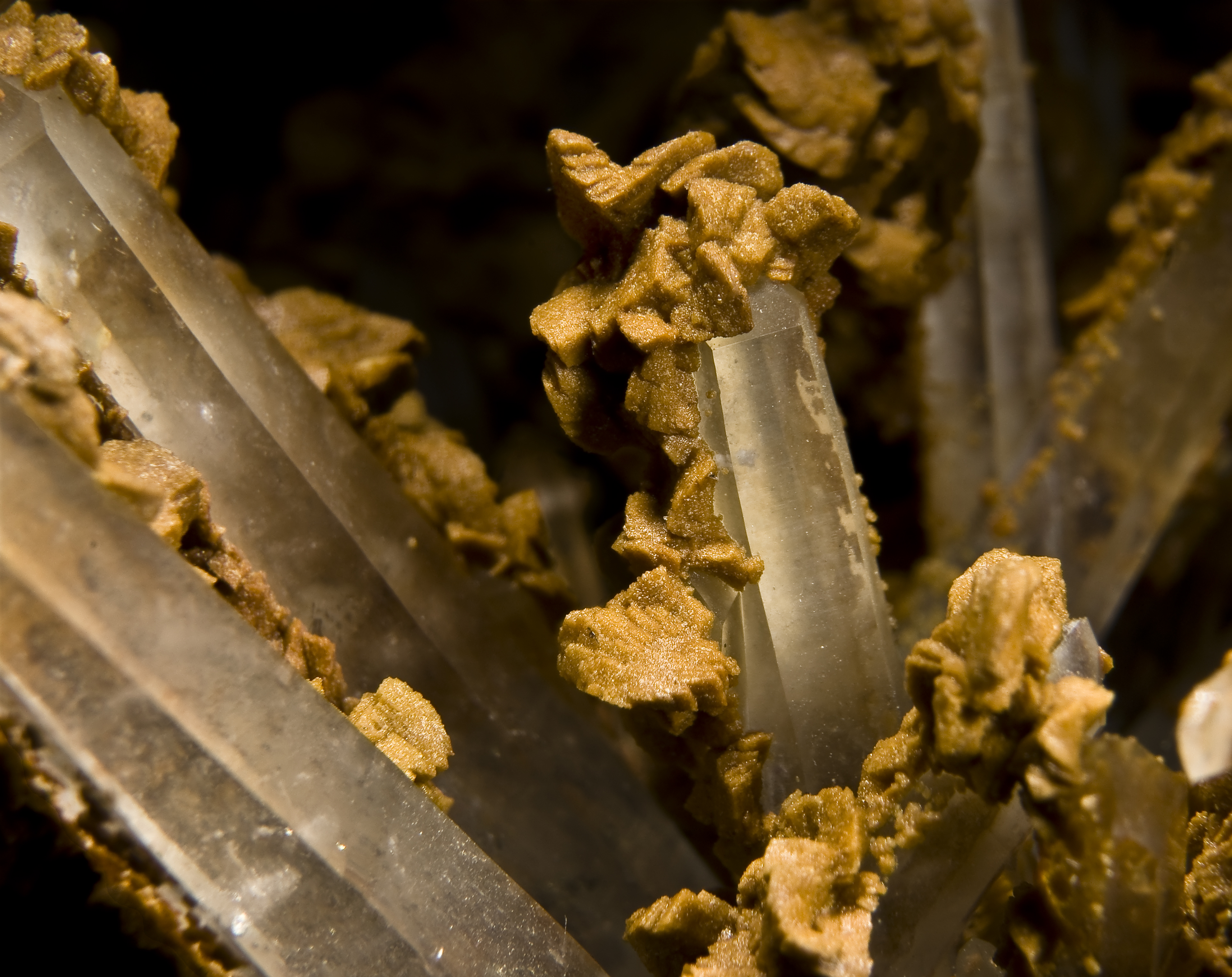
Ankerit på kvarts från Peru